# Драцена облямована
Драцена облямована (Dracaena reflexa var. angustifolia, syn. Dracaena marginata Lam.) — дерево, різновид Драцена відігнута (Dracaena reflexa) роду Драцена (Dracaena) родини Холодкові (Asparagaceae).

## Ботанічний опис
Деревна рослина, що повільно росте, — дерево або чагарник. Дорослі рослини досягають заввишки 4,5—6 м. Листя вузьке, мечовидне, з краєм червоного кольору , до вершини загострені, глянсові, зелені, 30-90 см завдовжки, 2-7 см завширшки.

## Поширення та екологія
Росте на острові Мадагаскар  . Цю рослину називають ще «мадагаскарським драконовим деревом».

## Культивування
Популярна кімнатна рослина. Є сорти з червоними та блідо-жовтими краями листя. Вимагає себе мінімум уваги. Мінімальна температура 15 °C. Більш терпима у порівнянні з іншими рослинами до сухого ґрунту та нерегулярного поливу, хоча при тривалій підтримці ґрунту у вологому стані може загнити. Оскільки ця рослина не вимоглива у догляді, вона дуже популярна в офісах, де висока температура та освітленість відповідають умовам зростання драцени облямованої.
Цей вид можна вирощувати у відкритому ґрунті в районах, що належать до зон морозостійкості від 10-ї до 12-ї; рослина відносно непогано в порівнянні з іншими видами драцени переносить низькі температури, проте негативних температур не витримує. Як і інші види драцени, найкраще розвивається в умовах яскравого сонячного світла, однак може нормально рости та в негустій тіні .
Драцена облямована — одна з рослин, що використовуються в програмі NASA з очищення повітря, здатна очистити повітря від пар формальдегіду. Драцена облямована — ефективний очисник повітря та одна з кращих рослин з очищення від ксилолу та трихлоретилену. В той самий час рослина дуже чутлива до фториду. Рослина не виносить прямих сонячних променів, але потребує хорошого освітлення.
|                                                          |  |  |  |
| Зліва направо: стовбур, пагони з листям, суцвіття, квіти |  |  |  |